# Amolops monticola
Amolops monticola är en groddjursart som först beskrevs av Anderson 1871.  Amolops monticola ingår i släktet Amolops och familjen egentliga grodor. IUCN kategoriserar arten globalt som livskraftig. Inga underarter finns listade i Catalogue of Life.